# Бернардо Бандини Барончели
Бернардо Бандини Барончели (15. јануар 1420 — 29. децембар 1479) је био италијански трговац и један од покретача Пацијеве завере.
Као уводни потез Пацијеве завере, Ђулијана де Медичија убили су Франческо де Паци и Барончели на Ускршњу недељу, 26. априла 1478. у Дуому у Фиренци. Ђулијано је убијен од ране мачем у главу и избоден је 19 пута. Барончели је ухапшен у Цариграду. Антонио Медичи је послат да га избави из Цариграда. Бандини је обешен 29. децембра у Палати Барђело.
Барончелија је нацртан у сабласној скици Леонарда да Винчија у Фиренци 1479. године. Са непристрасним интегритетом, Леонардо је уредно писао у огледалу забележио боје хаљина које је Барончели носио када је умро.